# Olaf Rösler
Olaf Rösler (* 17. Juli 1970) ist ein ehemaliger deutscher Basketballspieler.

## Laufbahn
Rösler übte als Jugendlicher bei der TSE Kirchberg die Sportart Tischtennis aus und kam im Alter von 17 Jahren beim MTV Seesen zum Basketballsport. Nach einer Zwischenstation beim ASC Göttingen wechselte der 2,02 Meter messende Innenspieler von Seesen zum MTV Wolfenbüttel, für den er mehrere Jahre in der 2. Basketball-Bundesliga auf dem Feld stand. 1994 wurde sein Wechsel in die Vereinigten Staaten vermeldet, Rösler spielte aber letztlich weiterhin für den MTV, ehe er zur Saison 1997/98 zum benachbarten Bundesligisten SG Braunschweig wechselte. Dort spielte er unter Cheftrainer Bill Magarity und wurde in sieben Partien der höchsten deutschen Spielklasse eingesetzt, ehe er noch im Laufe der Saison nach Wolfenbüttel zurückkehrte. Später war Rösler bei den Herzöge Wolfenbüttel im Spieljahr 2011/12 Assistenztrainer unter Benjamin Travnizek. In den Farben der SG Wolfenbüttel nahm er an Wettkämpfen im Altherrenbereich teil.
Nach seiner Karriere als Basketballer startete er für den MTV Wolfenbüttel als Leichtathlet vornehmlich in der Disziplin Kugelstoßen. Unter anderem wurde er 2004 Deutscher Seniorenmeister in der Halle.